# Quartel Geral
Quartel Geral é um município brasileiro do estado de Minas Gerais. De acordo com o censo realizado em 2022, sua população naquele ano era de 3 179 habitantes.